# Mister Austria
Mister Austria ist ein nationaler Schönheitswettbewerb für Männer in Österreich, der seit 1996 von der Miss Austria Corporation durchgeführt wird. Veranstaltungsort ist seit (mindestens) 2002 jeweils der Empire Club in Linz. An der Endausscheidung nehmen die beiden Erstplatzierten jedes Bundeslandes teil. Das heißt, bei der Wahl treten 18 Kandidaten aus den 9 Bundesländern an.
Bereits seit 1994 entsendet Österreich Kandidaten zum internationalen Wettbewerb Manhunt International. Wie die ersten Teilnehmer sich qualifizierten, ist nicht bekannt.

## Die Sieger
| Jahr | Name                | Herkunftsort              | Bundesland       |
| ---- | ------------------- | ------------------------- | ---------------- |
| 1996 | Helmut Strebl       | Reutte                    | Tirol            |
| 1997 | Andreas Sappl       | Telfs                     | Tirol            |
| 1998 | Gerald Suitner      |                           | Tirol            |
| 1999 | Bernd Winterleitner | Steiermark                |                  |
| 2000 | Martin Fritz        | Bludenz                   | Vorarlberg       |
| 2001 | Manuel Rauner       | Loipersbach im Burgenland | Burgenland       |
| 2002 | Michael Schuller    | Leonding                  | Oberösterreich   |
| 2003 | David Königshofer   | Linz                      | Oberösterreich   |
| 2004 | Dejan Krstovic      | Hard                      | Vorarlberg       |
| 2005 | Matthias Thaler     | Innsbruck                 | Tirol            |
| 2006 | Emanuel Burger      | Hard                      | Vorarlberg       |
| 2007 | Stefan Köb          | Wolfurt                   | Vorarlberg       |
| 2009 | Lukas Wosmek        | Wiener Neustadt           | Niederösterreich |
| 2010 | Andreas Greifeneder | Wels                      | Oberösterreich   |
| 2011 | Kurt Kases          | Wien                      | Wien             |
| 2013 | Philipp Knefz       |                           | Steiermark       |
| 2015 | Fabian Kitzweger    | Velm                      | Niederösterreich |
| 2016 | Philipp Rafetseder  | Linz                      | Oberösterreich   |
| 2021 | Roman Schindler     | Wien                      | Wien             |

## Österreichische Teilnehmer an internationalen Wettbewerben
Nicht alle der hier angeführten Teilnehmer trugen den Titel Mister Austria: Es wurden auch andere Finalisten des Wettbewerbs delegiert.
Soweit bekannt, ist in Klammern hinter dem Namen die Platzierung im jeweiligen internationalen Wettbewerb angegeben: Eine Ziffer bedeutet den Platz, SF = Semi-Finalist.
| Jahr | Manhunt International | Mister World         |
| ---- | --------------------- | -------------------- |
| 1994 | Alex Schindelars      |                      |
| 1995 | Rainer Kantz          |                      |
| 1996 | kein Wettbewerb       | Helmut Strebl        |
| 1997 | keine Teilnahme       | kein Wettbewerb      |
| 1998 | Erich Wandl           | Andreas Sappl        |
| 1999 | William Summer        | kein Wettbewerb      |
| 2000 | keine Teilnahme       | keine Teilnahme      |
| 2001 | Gunter Niedrist       | kein Wettbewerb      |
| 2002 | keine Teilnahme       | kein Wettbewerb      |
| 2003 | kein Wettbewerb       | Michael Schuller     |
| 2004 | kein Wettbewerb       | kein Wettbewerb      |
| 2005 | keine Teilnahme       | kein Wettbewerb      |
| 2006 | keine Teilnahme       | kein Wettbewerb      |
| 2007 | Marcus Unfried        | Matthias Thaler (SF) |
| 2008 | keine Teilnahme       | kein Wettbewerb      |

## Weitere Schönheitswettbewerbe für Männer
- Mister Germany
- Mister Schweiz